# Raphaël Jeune
Raphaël Jeune (né le 25 février 1975 à Baume-les-Dames) est un coureur cycliste français, actif dans les années 1990 et 2000.

## Biographie
Entre 1997 et 2000, Raphaël Jeune se distingue chez les amateurs en obtenant plusieurs victoires et diverses places d'honneur, sous les couleurs du CC Étupes. Il passe ensuite professionnel en 2001 au sein de l'équipe CSC-WorldOnline. Avec cette formation, il termine troisième d'une étape de la Ster Elektrotoer et quatrième de l'Étoile de Bessèges.
Il met finalement finalement un terme à sa carrière sportive à l'issue de la saison 2002 pour travailler chez Look, en tant que responsable sponsoring,.

## Palmarès
- 1995
  - Championnat de Lorraine[3]
- 1996
  - 1re étape du Tour de Moselle
- 1997
  - Prix du Saugeais
- 1998
  - Championnat de Franche-Comté[3]
  - 2e du Tour du Charolais
  - 3e du Grand Prix du Cru Fleurie
- 1999
  - Tour du Canton de Saint-Ciers :
    - Classement général
    - 1re étape[3]

  - Une étape du Tour de la Manche[3]
  - 2e du Trio normand
  - 3e des Boucles de la Mayenne
- 2000
  - 4e étape des Boucles de l'Essonne[3]
  - 7e étape du Circuit des Mines
  - 5e étape du Tour de Moselle
  - 2e du Tour du Charolais
  - 2e du Circuit des Deux Provinces